# Radicaal 212
Van de in totaal 214 Kangxi-radicalen heeft radicaal 212 de betekenis draak. Het is een van de twee radicalen die bestaan uit zestien strepen.
In het Kangxi-woordenboek zijn er 14 karakters die dit radicaal gebruiken.

## Karakters met het radicaal 212
| Strepen | Karakter          |
| ------- | ----------------- |
| + 0     | 龍                |
| + 2     | 龎                |
| + 3     | 龏龐龘            |
| + 4     | 龑                |
| + 5     | 龒                |
| + 6     | 龓龔龕            |
| + 16    | 龖                |
| + 8     | 齭 齮 齯 齰 齱    |
| + 9     | 齲 齳 齴 齵 齶 齷 |
| + 10    | 齸 齹 齺 齻       |
| + 13    | 齼 齽             |
| + 19    | 龗                |
| + 32    | 龘                |

Orakelbotkarakter
Bronskarakter
Groot zegelkarakter
Klein zegelkarakter